# Coryphisoptron flavitibia
Coryphisoptron flavitibia är en tvåvingeart som först beskrevs av Oswald Duda 1930.  Coryphisoptron flavitibia ingår i släktet Coryphisoptron och familjen fritflugor. Inga underarter finns listade i Catalogue of Life.